# 八坂神社 (鹿児島市)

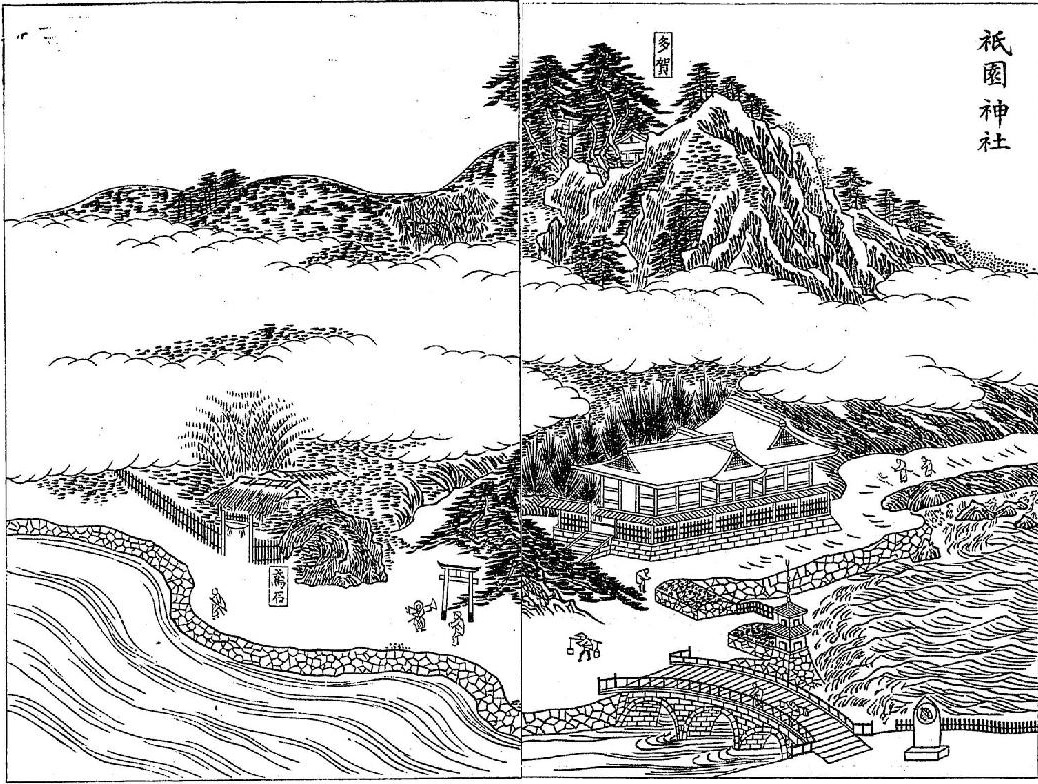
三国名勝図会に掲載されている祇園社の絵図

八坂神社（やさかじんじゃ）は、鹿児島県鹿児島市清水町にあるJR鹿児島駅の北東約500mの稲荷川河口北側に鎮座する神社である。 鹿児島五社のうちの第二位の神社。

## 祭神
素盞嗚尊とその妃神である奇稲田比売命、及び素盞嗚尊の御子神である五男三女神を祀る。

## 沿革
永暦元年（1160年）以前に京都の八坂神社を勧請したものと言うが、史料が焼失したため不詳である。
もともとは稲荷川のより上流部に鎮座していたが、享保9年（1724年）にそれまで市街地から磯地区へ至る経路として鳥越の山越え道（現在はこちらに鳥越トンネルが開通している）を主街道としていたのを稲荷川河口部から海岸を北上する磯街道に切り替えたため、八坂神社も移転された。
天保年間（19世紀前葉）には稲荷川の浚渫整備工事が進み、八坂神社の東側海岸に廃土が積まれたためその土地は「祇園之州」と呼ばれるようになった（太平洋戦争後、さらに東側に新祇園之州が造成された）。嘉永6年（1856年）、島津斉彬の命により祇園之州に砲台が築かれ薩英戦争での主戦場の一つとなる。
太平洋戦争時にも焼失し、終戦後は現在の鹿児島市平之町、平田公園北側隣接地（調所広郷旧邸跡地、現在はマンション）に移転し、旧社殿跡地は長らく祇園祭巡行の際の出発地として空き地となっていたが、平成元年（1989年）現在地に帰還移転した。
このようにたびたび戦禍に遭い、現在残っている建物は戦後に復興された物である。

## 祭祀
- 六月灯 7月1日 -
- おぎおんさぁ（鹿児島版祇園祭）7月14日 - 7月24日